# 中田廉
中田 廉（なかた れん、1990年7月21日 - ）は、大阪府大阪市出身の元プロ野球選手（投手）、広島県拠点のローカルタレント、野球解説者。右投右打。旧姓は野林（のばやし）。
マネジメントは広峰芸能に所属。メディア出演や講演会依頼の窓口は日本電波制作社に委託。

## 経歴

### プロ入り前
小学5年時に野球を始め、八尾ファイターズに入る。以来投手一筋。大阪市立長吉西中学校時代はナガセタイガース（ボーイズリーグ）に所属。中学3年生の時には関西選抜メンバーに選ばれる。この頃から最速137km/hを記録する速球派投手だった。
広陵高等学校に進学し、1年春から公式戦に出場した。1年秋には明治神宮野球大会で、2年生では第79回選抜高等学校野球大会でも登板し、広陵のエース候補筆頭だった。しかし同年夏の広島大会で不調となり、第89回全国高等学校野球選手権大会準優勝のメンバーに入ることはできなかった。同校の1学年先輩には野村祐輔、小林誠司、土生翔平、同学年には上本崇司がいた。
3年生になると再び頭角を現し、背番号3の投手兼一塁手として夏のメンバー入り。広島大会では主戦投手として活躍し、第90回全国高等学校野球選手権記念大会出場に貢献。1回戦の高知高校戦で先発し、90回大会では最速の148km/hを記録。チームは2回戦で横浜高校に敗退。打者としては高校3年夏の公式戦で31打数13安打10打点を記録した。
2008年10月30日に開催されたプロ野球ドラフト会議において広島東洋カープから2位指名を受け、11月17日に契約金7000万円・年俸720万円（金額は推定）で仮契約した。背番号は34。ドラフト指名時には「どこの球団でもいいと言っていたけど、カープが一番よかったです」と会見で述べ、涙を流した。

### 広島時代
2009年は、体調不良でファームでも1試合の登板に留まった。
2010年は、体重を80kg前後に絞り、7月16日の中日ドラゴンズ戦でプロ初登板を果たした。また台湾で開催された第17回IBAFインターコンチネンタルカップの日本代表に選出されたものの、直前に左太もも裏肉離れの怪我をしたため、やむなく辞退した。
2013年は、後半に中継ぎとして一軍定着。クライマックスシリーズでの登板も経験した。
2014年は、チーム救援投手の中で唯一年間を通して一軍に帯同。6・7回を中心に、チーム事情によって8回での登板、回跨ぎをするなどセットアッパーとしてフル回転で活躍し、66試合78 2/3回を投げている。特に6月半ばまでは防御率0点台をマーク、磐石のリリーフ陣の一角を担った。
2015年は、右肩の故障により僅か5試合の登板だった。
2016年は、開幕からセットアッパーを任されたが結果を残せず、8試合の登板に終わった。シーズンオフには、背番号を前年まで廣瀬純が背負った26に変更した。
2017年に再度一軍に定着。シーズン終盤に調子を落とし一軍から離脱するものの、前の投手がランナーを残した場面での登板を中心に、時に回跨ぎをこなすなど、縁の下から支えるリリーフとして優勝に貢献した。
2018年は、調子が上がらず、前年を大きく下回る15試合の登板に終わった。福岡ソフトバンクホークスとの日本シリーズでは中継ぎとして2試合に登板した。
2019年は、3年ぶりに登板数が一桁に終わった。
2020年は、3年ぶりに30試合以上（32試合）に登板した。11月17日に右膝の手術を受けた。
2022年は、一軍登板は無く、10月22日に戦力外通告を受け、現役引退を表明した。

### 現役引退後
引退後の2022年12月17日に自身のツイッターを更新し、翌2023年には日本ボディビル・フィットネス連盟のメンズフィジーク180センチ超級の大会に挑戦することを公表している。
2023年4月より、RCCラジオにおいて自身初の冠番組である「Veryカープ!中田廉の今夜もパンプアップ」が放送開始した。

## 選手としての特徴
189cmの長身から投げ下ろす平均球速約139km/h、最速149km/hの速球と縦横のスライダー、カーブ、フォークなどの多彩な変化球が武器の本格派右腕だが、制球力に難がある。

## 人物
高校時代の寮ではスポーツ店で貰ったカープのポスターを貼っていた。
父は元プロ野球選手で広島にも在籍したこともある野林大樹。叔父（母の実妹で元歌手・中田ゆうこの夫）は元近鉄の村上隆行。親子で広島に在籍するのは永田徹登、永田利則以来2組目。さらに村上の義弟（村上の実妹の夫）は元DeNAなどの中村紀洋で、食事を共にしたり、野球を始めた小6の頃に中村の自宅へ遊びに行ったことがある。その時にグラブとバット、そしてトレーニングウエアをプレゼントされ、今でも宝物として大切にしている。
同じ大阪のボーイズリーグのチームである忠岡ボーイズにはエースとして前田健太が在籍していた。カープ入団の背番号は、前田のルーキー時と同じ34番。11月の仮契約の際には「（前田健太さんは）坂本さんや田中さんよりも凄かった。憧れです。話を聞きたいです」と目を輝かせていた。前田健太は「ドラフトの時から気になってました。僕の昔を知っている人は少ないので、嬉しいです。自分もやることが多いですけど、ピッチャーでは下から2番目（の年齢）ですし、今年は一軍を経験できたので色々と教えてあげたいです。先輩には聞きにくいと思うので、気さくに話しかけたいですね」と述べている。

## 詳細情報

### 年度別投手成績
| 年 度      | 球 団      | 登 板 | 先 発 | 完 投 | 完 封 | 無 四 球 | 勝 利 | 敗 戦 | セ 丨 ブ | ホ 丨 ル ド | 勝 率 | 打 者 | 投 球 回 | 被 安 打 | 被 本 塁 打 | 与 四 球 | 敬 遠 | 与 死 球 | 奪 三 振 | 暴 投 | ボ 丨 ク | 失 点 | 自 責 点 | 防 御 率 | W H I P |
| ---------- | ---------- | ----- | ----- | ----- | ----- | -------- | ----- | ----- | -------- | ----------- | ----- | ----- | -------- | -------- | ----------- | -------- | ----- | -------- | -------- | ----- | -------- | ----- | -------- | -------- | ------- |
| 2010       | 広島       | 13    | 4     | 0     | 0     | 0        | 1     | 1     | 0        | 0           | .500  | 112   | 25.0     | 20       | 5           | 14       | 0     | 2        | 17       | 1     | 0        | 13    | 12       | 4.32     | 1.36    |
| 2011       | 広島       | 2     | 1     | 0     | 0     | 0        | 0     | 0     | 0        | 0           | ----  | 36    | 7.0      | 10       | 0           | 3        | 0     | 0        | 4        | 1     | 1        | 6     | 5        | 6.43     | 1.86    |
| 2012       | 広島       | 27    | 0     | 0     | 0     | 0        | 1     | 0     | 0        | 3           | 1.000 | 151   | 34.2     | 38       | 3           | 12       | 0     | 1        | 26       | 2     | 0        | 15    | 15       | 3.89     | 1.44    |
| 2013       | 広島       | 15    | 0     | 0     | 0     | 0        | 0     | 0     | 0        | 3           | ----  | 109   | 24.2     | 25       | 2           | 9        | 1     | 2        | 21       | 1     | 0        | 8     | 8        | 2.92     | 1.46    |
| 2014       | 広島       | 66    | 0     | 0     | 0     | 0        | 9     | 8     | 0        | 18          | .529  | 334   | 78.2     | 78       | 9           | 25       | 1     | 3        | 69       | 2     | 0        | 34    | 34       | 3.89     | 1.31    |
| 2015       | 広島       | 5     | 0     | 0     | 0     | 0        | 1     | 0     | 0        | 0           | 1.000 | 20    | 5.0      | 4        | 0           | 3        | 1     | 0        | 4        | 0     | 0        | 0     | 0        | 0.00     | 1.40    |
| 2016       | 広島       | 8     | 0     | 0     | 0     | 0        | 1     | 1     | 0        | 1           | .500  | 23    | 4.1      | 5        | 1           | 4        | 0     | 1        | 6        | 0     | 0        | 8     | 8        | 16.62    | 2.08    |
| 2017       | 広島       | 53    | 0     | 0     | 0     | 0        | 2     | 4     | 0        | 13          | .333  | 196   | 46.2     | 37       | 4           | 20       | 3     | 1        | 50       | 0     | 0        | 15    | 14       | 2.70     | 1.22    |
| 2018       | 広島       | 15    | 0     | 0     | 0     | 0        | 0     | 1     | 0        | 3           | .000  | 67    | 12.1     | 22       | 2           | 8        | 3     | 0        | 12       | 2     | 0        | 19    | 18       | 13.14    | 2.43    |
| 2019       | 広島       | 8     | 0     | 0     | 0     | 0        | 0     | 0     | 0        | 0           | ----  | 36    | 5.2      | 8        | 1           | 6        | 0     | 1        | 4        | 1     | 0        | 11    | 6        | 9.53     | 2.47    |
| 2020       | 広島       | 32    | 0     | 0     | 0     | 0        | 0     | 1     | 0        | 4           | .000  | 116   | 27.1     | 28       | 6           | 8        | 0     | 0        | 22       | 0     | 0        | 13    | 13       | 4.28     | 1.32    |
| 2021       | 広島       | 23    | 0     | 0     | 0     | 0        | 0     | 0     | 0        | 6           | ----  | 89    | 19.0     | 20       | 3           | 12       | 0     | 1        | 16       | 2     | 0        | 14    | 10       | 4.74     | 1.68    |
| 通算：12年 | 通算：12年 | 267   | 5     | 0     | 0     | 0        | 15    | 16    | 0        | 51          | .484  | 1289  | 290.1    | 295      | 36          | 124      | 9     | 12       | 295      | 12    | 1        | 156   | 143      | 4.43     | 1.44    |

- 各年度の太字はリーグ最高

### 年度別守備成績
| 年 度 | 球 団 | 投手  | 投手  | 投手  | 投手  | 投手  | 投手     |
| 年 度 | 球 団 | 試 合 | 刺 殺 | 補 殺 | 失 策 | 併 殺 | 守 備 率 |
| ----- | ----- | ----- | ----- | ----- | ----- | ----- | -------- |
| 2010  | 広島  | 13    | 1     | 2     | 1     | 0     | .750     |
| 2011  | 広島  | 2     | 2     | 0     | 0     | 0     | 1.000    |
| 2012  | 広島  | 27    | 2     | 3     | 0     | 1     | 1.000    |
| 2013  | 広島  | 15    | 0     | 1     | 0     | 0     | 1.000    |
| 2014  | 広島  | 66    | 3     | 14    | 0     | 0     | 1.000    |
| 2015  | 広島  | 5     | 0     | 0     | 0     | 0     | ----     |
| 2016  | 広島  | 8     | 0     | 1     | 0     | 0     | 1.000    |
| 2017  | 広島  | 53    | 2     | 5     | 0     | 0     | 1.000    |
| 2018  | 広島  | 15    | 0     | 0     | 0     | 0     | ----     |
| 2019  | 広島  | 8     | 0     | 0     | 1     | 0     | .000     |
| 2020  | 広島  | 32    | 1     | 3     | 0     | 0     | 1.000    |
| 2021  | 広島  | 23    | 1     | 1     | 1     | 0     | .667     |
| 通算  | 通算  | 267   | 12    | 30    | 3     | 1     | .933     |

### 記録
初記録
投手記録
- 初登板：2010年7月16日、対中日ドラゴンズ13回戦（MAZDA Zoom-Zoom スタジアム広島）、8回表に4番手で救援登板、1回無失点
- 初奪三振：2010年7月18日、対中日ドラゴンズ15回戦（MAZDA Zoom-Zoom スタジアム広島）、8回表に堂上直倫から見逃し三振
- 初先発：2010年8月8日、対読売ジャイアンツ17回戦（東京ドーム）、2回2失点で敗戦投手
- 初勝利：2010年9月29日、対横浜ベイスターズ24回戦（MAZDA Zoom-Zoom スタジアム広島）、5回表に2番手で救援登板、1回無失点
- 初ホールド：2012年6月17日、対埼玉西武ライオンズ4回戦（西武ドーム）、6回裏無死に3番手で救援登板、1回1失点

打撃記録
- 初安打：2011年4月23日、対東京ヤクルトスワローズ2回戦（MAZDA Zoom-Zoom スタジアム広島）、3回裏に高市俊から三塁内野安打
- 初打点：同上、3回裏に橋本義隆から遊撃適時内野安打

### 背番号
- 34（2009年 - 2016年）
- 26（2017年 - 2022年）

## 関連情報

### 出演

#### ラジオ
- Veryカープ！中田廉の今夜もパンプアップ（2023年4月4日 - 、RCCラジオ）
- REN光石火（2024年8月2日 - 、広島FM）

#### テレビ
- ピタニュー（2023年4月 - 、広島ホームテレビ）※4月はゲスト扱いだったが5月から木曜日コメンテーターに
  - 毎週火曜コーナー「アベレン」（2023年10月 - ）カープ先輩安部友裕との共演
- ひろしま満点ママ!!（2024年9月 - 、テレビ新広島）隔週月曜コメンテーター